# Chanukkiyah

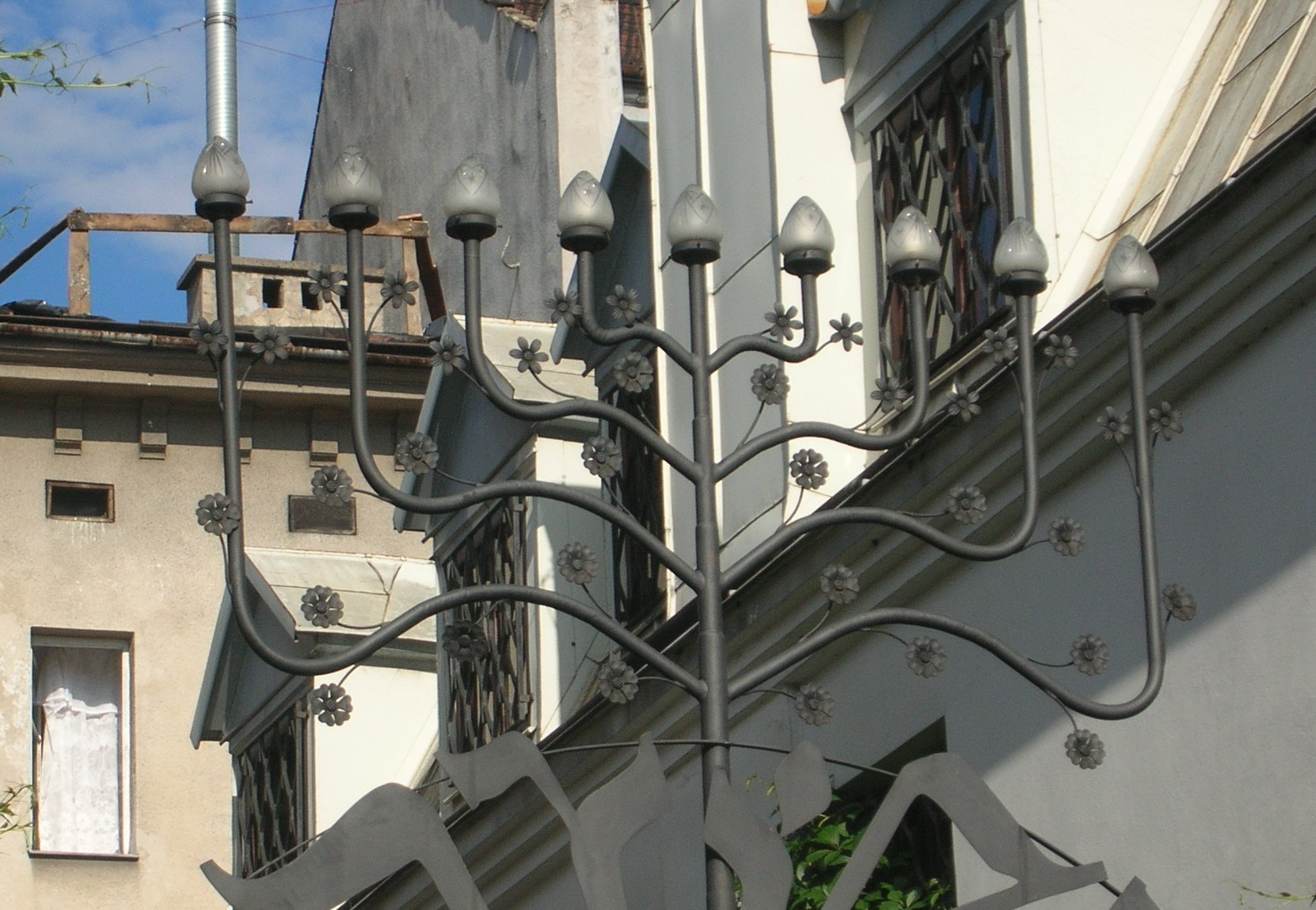
Hannukiah

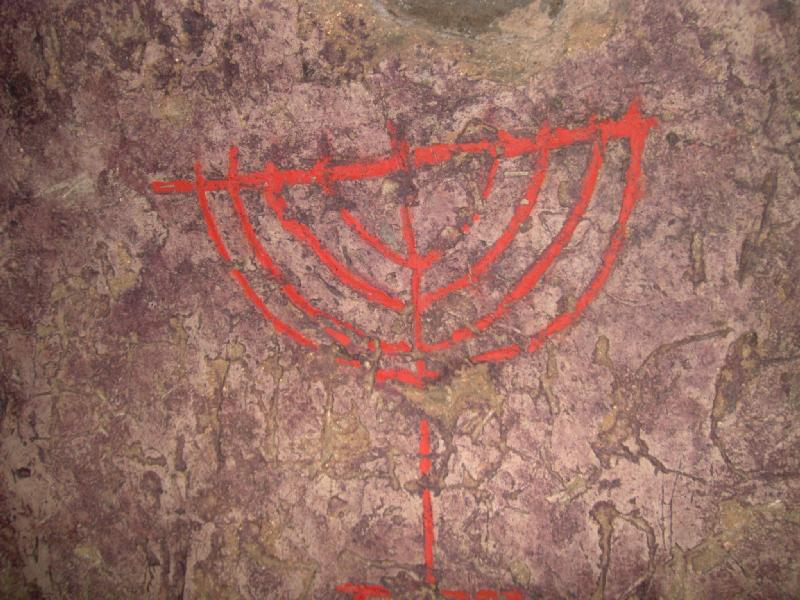
Raffigurazione di una Hanukkiyah nelle catacombe ebraiche di Venosa

La Chanukkiyah o Hanukkiah (pl. Hanukkiót; in ebraico  חנכיה‎?, in yiddish חנוכּה לאָמפ‎?, chanuke lomp), è il candelabro a nove bracci utilizzato per accendere i lumi, uno in ogni sera usando la candela centrale per accendere le altre, durante gli otto giorni di celebrazione della festa di Hanukkah, detta anche festa delle luci.
L'accensione in ogni famiglia di questo candelabro esprime simbolicamente la perennità e la vitalità del giudaismo nella sua fedeltà alla Legge e per questo Bet Hillel sostiene che si debba accendere un lume il primo giorno e progressivamente incrementarne il numero: ogni sera un lume in più.
La Chanukkiyah va posta in mostra sulla strada: per fare ciò è diventato uso metterla sul davanzale della finestra sebbene in antichità si usasse mostrarla fuori dalla porta di casa.

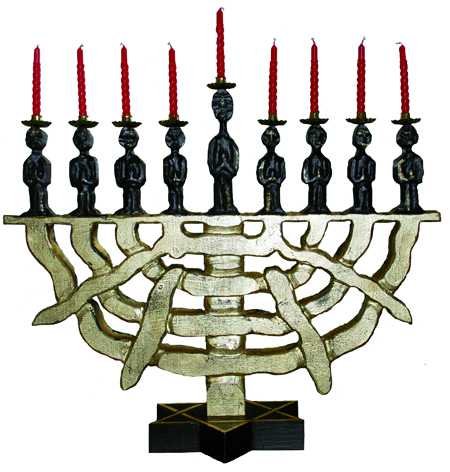
Chanukkiyah dell'Artista esoterista Filippo Biagioli. Collezione Museo dei Lumi di Casale Monferrato.

Si accendono i lumi dopo la comparsa delle stelle, ormai iniziata la sera (cfr Zmanim); prima di Shabbat si accendono prima del tramonto considerando comunque che essi continuino ad ardere sin dopo l'inizio della sera.